# Coleophora saxicolella
Coleophora saxicolella — вид лускокрилих комах родини чохликових молей (Coleophoridae).

## Поширення
Вид поширений майже по всій Європі (крім Балканського півострова), в Західній і Центральній Азії.

## Опис
Розмах крил 13-16 мм. Передні крила блискучі, сіруваті, задні — темно-сірі. На кінці крила загострені і дуже довгі. Вусики білі. У стані спокою комаха сидить з припіднятою передньою частиною тіла. 

## Спосіб життя
Метелики літають у липні-серпні. Гусениці живляться квітками та насінням лободи і лутиги (переважно листям перстачу, шипшини, малини, ожини, сонцецвіту, берези). Вони живуть у чохлику завдовжки 6-7 мм. Заляльковуються на землі.